# Dipoena kuyuwini
Espèce
Dipoena kuyuwini est une espèce d'araignées aranéomorphes de la famille des Theridiidae.

## Distribution
Cette espèce se rencontre au Guyana, au Venezuela dans l'État de Carabobo, au Brésil dans les États d'Amazonas et du Pará et en Bolivie dans le département de Beni,,.

## Description
Le mâle holotype mesure 1,9 mm.

## Étymologie
Son nom d'espèce lui a été donné en référence au lieu de sa découverte, Kuyuwini.

## Publication originale
- Levi, 1963 : American spiders of the genera Audifia, Euryopis and Dipoena (Araneae: Theridiidae). Bulletin of the Museum of Comparative Zoology, vol. 129, no 2, p. 121-185 (texte intégral).